# El show de Peabody y Sherman
El show de Peabody y Sherman (iítulo original en inglés: The Mr. Peabody and Sherman Show) fue una serie de televisión animada estadounidense producida por DreamWorks Animation Television. La serie se estrenó el 9 de octubre de 2015 en Netflix.
Está basada en los segmentos animados de 1960 llamados "El Sr. Peabody y lo improbable de la historia", que se transmitieron como parte de la caricatura clásica Las aventuras de Rocky y Bullwinkle, y amigos, y en la película de 2014, Las aventuras de Peabody y Sherman que también fue producida por DreamWorks Animation. Después de ser revelados como viajeros del tiempo al final de la película, el Sr. Peabody y Sherman lanzan un show de variedad para televisión en vivo, presentando varias figuras históricas en su penthouse de Manhattan.
La serie está dibujada digitalmente a mano y los estudios DHX Media con sede en Vancouver proporcionaron la animación. El Señor Peabody es expresado con la voz de Chris Parnell, mientras que Max Charles retomaria su papel como Sherman desde la película. Según el gremio de Animación The Animation Guild, I.A.T.S.E. Local 839, fueron ordenados 78 episodios para la serie de televisión.
El 18 de marzo de 2016 se estrenó la segunda temporada, el 21 de octubre del mismo año la tercera temporada y el 21 de abril de 2017 la cuarta temporada en Netflix.
Se estrenó en España por Clan el 18 de julio de 2016 de primera temporada, 3 de agosto de 2016 de segunda temporada, 19 de junio de 2017 de tercera temporada y 5 de julio de 2017 de cuarta temporada.
Los episodios de 51 en 4 temporadas en España.

## Reparto
| Personaje     | Actor original (EE. UU.) Estados Unidos | Actor de doblaje (Hispanoamérica) · México                       |
| ------------- | --------------------------------------- | ---------------------------------------------------------------- |
| Sr. Peabody   | Chris Parnell                           | Raúl Anaya                                                       |
| Sherman       | Max Charles                             | Abdeel Silva (1.ª-2.ª temporada) David Reyes (3.ª-4.ª temporada) |
| Orcoptitrón   | David P. Smith                          | Moisés Iván Mora                                                 |
| Sra. Hughes   | David P. Smith                          | Mauricio Pérez                                                   |
| Sr. Hubson    | Dieter Jansen                           | Ernesto Lezama                                                   |
| Christine     | Da'Vine Joy Randolph                    | Erica Edwards                                                    |
| Sr. Yakamora  | Josh Keaton                             | Arturo Mercado Jr.                                               |
| Sra. Yakamora | Kari Walghren                           | Dulce Guerrero                                                   |